# Chobotnice velká
Chobotnice velká (Enteroctopus dofleini) je druh měkkýše z čeledi chobotnicovití. Spolu s krakaticemi patří k největším měkkýšům a největším a nejinteligentnějším bezobratlovcům. Žije ve větších hloubkách. Ve starověku a středověku existovalo mnoho legend o tom, jak tato chobotnice napadla loď.

## Popis
Chobotnice velká narůstá do délky 3–5 metrů a váží 10–50 kg. Rekordní jedinec měl však údajně rozpětí chapadel 9,8 metru a vážil až 272 kg. Plazí se po dně pomocí dlouhých chapadel, která jsou pokrytá přísavkami. Úkryt vyhledává v korálech, pod balvany a v puklinách. Dožívá se 4 let.

## Výskyt
Žije na severním okraji Tichého oceánu, od Japonska po Aleutské ostrovy a jižně po Kalifornii.

## Chování
V ohrožení mění barvu nebo vypustí oblak „inkoustu“, který ji zahalí. Mladí jedinci si vyhrabávají díry pod kameny, v písku nebo ve štěrku, kde nacházejí útočiště před predátory (např. před tuleni, mořskými vydrami, žraloky nebo velkými rybami).

## Potrava
Chobotnice velká loví potravu hlavně v noci. Živí se především kraby a humry, jakož i jinými korýši a měkkýši, menšími chobotnicemi a rybami. Potravu často konzumuje ve svém úkrytu, přičemž prázdné schránky a jiné nestrávené zbytky kořisti hromadí před vchodem.

## Rozmnožování
Chobotnice žijí většinou samotářský život, s výjimkou období rozmnožování. Samec dopraví balík spermií, dlouhý až jeden metr, do plášťové dutiny samice pomocí speciálně modifikovaného chapadla. Samice klade tisíce vajíček do děr na dně a hlídá je až do vylíhnutí, což trvá 5 až 8 měsíců (v závislosti na teplotě vody). Ustavičně je zalévá proudem vody ze svého sifonu a čistí je chapadly od parazitů. Po celou dobu líhnutí nepřijímá potravu a krátce po narození potomstva uhyne.

### Líhnutí mláďat
Při líhnutí jim matka pomáhá dostat se ven z díry, odkud plavou k hladině. První měsíce svého života stráví mezi planktonem na hladině. Pak se přesouvají ke dnu.

## Synonyma
- Octopus punctatus Gabb, 1862
- Octopus hongkongensis Hoyle, 1885
- Octopus dofleini Wülker, 1910
- Polypus dofleini Wülker, 1910
- Octopus dofleini dofleini (Wülker, 1910)
- Polypus apollyon Berry, 1912
- Octopus dofleini apollyon (Berry, 1912)
- Polypus gilbertianus Berry, 1912
- Octopus gilbertianus Berry, 1912
- Octopus apollyon Berry, 1913
- Octopus madokai Berry, 1921
- Paroctopus asper Akimushkin, 1963
- Octopus dofleini martini Pickford, 1964[3]